# 阮小五

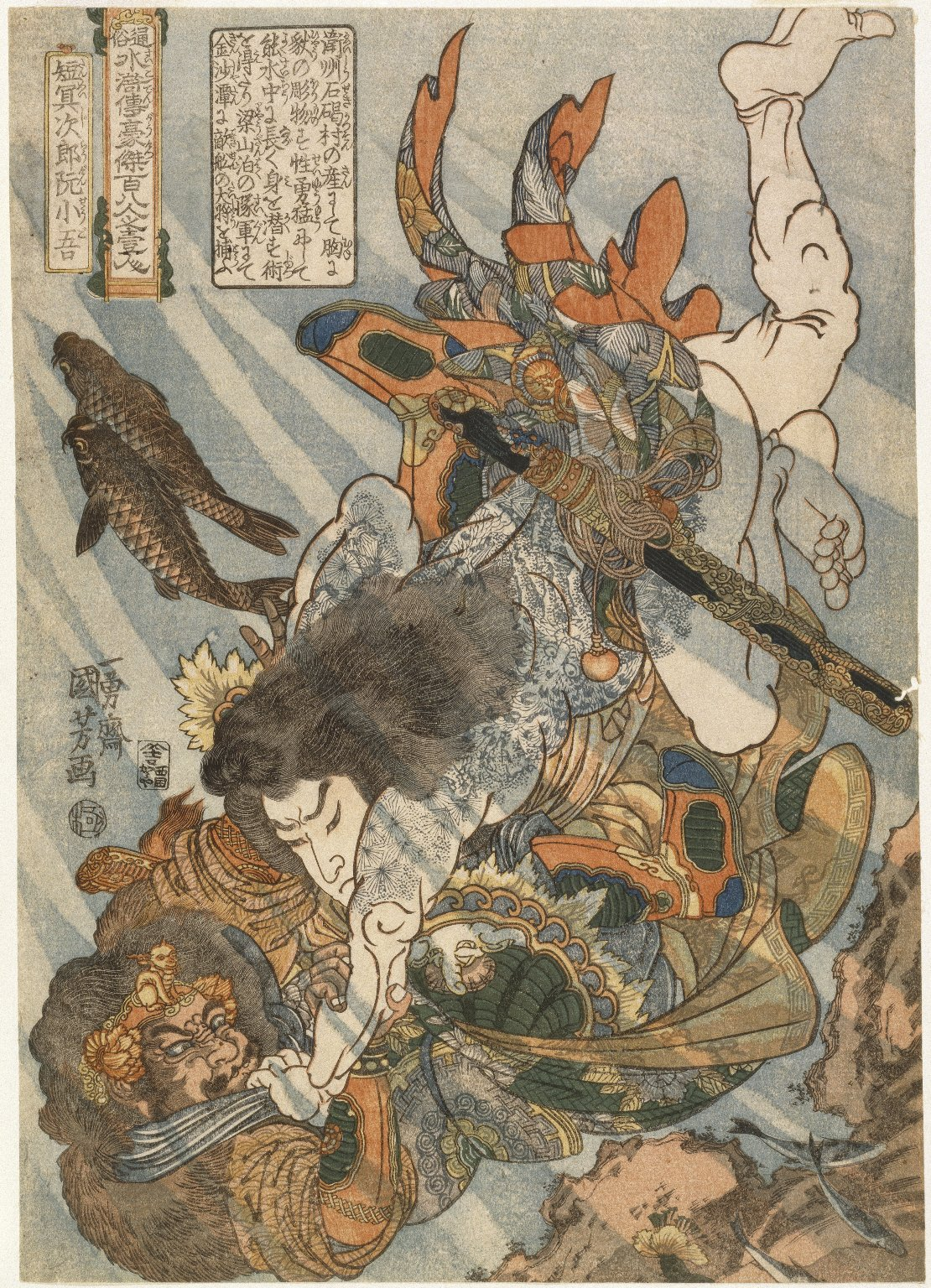
「通俗水滸傳濠傑百八人一個 短冥次郎阮小五」歌川国芳筆 1827-30年

阮 小五（げん しょうご、Ruǎn Xiǎowǔ）は中国の小説で四大奇書の一つである『水滸伝』の登場人物。
梁山泊第二十九位の好漢。天罪星の生まれ変わりで、渾名は短命二郎（たんめいじろう）。阮三兄弟の次兄。長兄の阮小二、弟の阮小七とともに漁師をしており、年は20代、眼光鋭く胸には豹の刺青を入れている。（ただし、胸に豹の刺青を入れているのは中国画のほうの阮小五であり、こちらの日本人向けに描かれた歌川国芳作の阮小五の刺青とは形状が別物という点に注意。）また短命二郎というあだ名は本人が短命ではなく、彼とかかわった人間の方の命が短くなってしまうためについたものであり、以上のあだ名や容姿からもわかる通り、兄弟では一番不良っぽく、登場時も賭場からの朝帰り、しかも母親からかんざしを取り上げて質に入れてきたというろくでなしである。しかし、呉用が三人を試すため卑怯な計画を持ちかけると即座に拒否したのは阮小五で、何かでかいことをやって世間のために腕を振るいたいと口にしたのも、捕らえられた仲間を救出する作戦に真っ先に名乗り出たのも阮小五であった。

## 生涯
梁山泊に程近い石碣村の漁師の次男として生まれた。兄と弟共に漁で生計を立てていたが、厳しい税の取立てや、梁山泊の山賊のせいで暮らしは厳しく、まともに仕事をするのも馬鹿馬鹿しいと考えた彼は、博打や喧嘩で鬱憤を晴らしゴロツキのような生活をしていたが、いつかでかいことをしてやろうと考えていた。
ある日賭場から戻ると、近隣でも知恵者として名高い呉用が訪ねて来ていた。三兄弟は最近の生活の苦しさを呉用に愚痴り、小五はとくに「俺達三人、腕は立つがそれを振るう場所がねぇ」とこぼした。実は呉用は、東渓村の庄屋晁蓋とともに北京の梁世傑が都の宰相蔡京に贈る十万貫の賄賂を奪う計画を立てており、その協力を三人に求めていたので、この台詞を聞くと三人を試すため「実は庄屋の晁蓋が金づるをつかんだらしいのですが、それを我らで横取りしてしまいましょう」と持ちかけた。すると阮小五は真っ先に「晁蓋殿のような立派な人物から金を奪うなんてできねぇ」と拒絶した。これを聞いた呉用は即座に詫びると、ここに来た本当の理由を三人に話した。小五たち三人は役人の横暴には腹を立てていたし、力を持て余していたので喜んで協力することにした。
その後、計画は見事成功。晁蓋たちは官憲の追及を逃れて梁山泊へ逃げ込み、クーデターを起こし元の首領を討った林冲の手によって晁蓋が新たな首領となり、阮小五らも頭領に名を連ねた。その直後攻めて来た州の討伐隊を兄弟と共に、漁師の経験と梁山泊の地形を利用した水上戦で翻弄、全滅させた。その後も兄弟共々水軍の要として働き、官軍の凌振率いる大砲部隊を壊滅させるなど活躍したが、関勝との戦いでは抜け駆けで捕まった張横を救出するため独断で出陣、罠にかかって阮小七までが捕まってしまうなど失敗もした。
百八星集結後も引き続き水軍頭領の一人として活躍するが、朝廷の帰順には他の絶対反対の姿勢だったが、結局梁山泊は朝廷に帰順、阮小五も渋々これを受け入れ官軍として要所要所で働くが、兄弟や他の水軍頭領ともども宋江に不満をぶちまけるなど最後まで朝廷に不信感を抱いていた。
方臘討伐の最終決戦では、兄小二の戦死にもくじけず活躍。他の水軍衆と共に偽投降をして内側から敵本拠を攻撃する大役を務め、作戦は見事成功勝利の決め手となった。しかしこの時小五自身は乱戦の中、敵将・婁敏中の手にかかり、命を落としてしまった。